# Sinhalit
Sinhalit ist ein selten vorkommendes Mineral aus der Mineralklasse der „Borate“ (ehemals Nitrate, Carbonate und Borate) mit der chemischen Zusammensetzung MgAl[BO4] und damit chemisch gesehen ein Magnesium-Aluminium-Borat.
Sinhalit kristallisiert im orthorhombischen Kristallsystem, entwickelt aber nur selten idiomorphe Kristalle bis etwa zwei Zentimeter Größe mit einem isometrischen bis prismatischen Habitus und einem glasähnlichen Glanz auf den Oberflächen. Meist findet er sich in Form unregelmäßiger Körner.
In reiner Form ist Sinhalit farblos und durchsichtig. Durch vielfache Lichtbrechung aufgrund von Gitterfehlern oder polykristalliner Ausbildung kann er aber auch durchscheinend weiß sein und durch Fremdbeimengungen eine gelbe, grünlichbraune bis dunkelbraun oder bräunlichrosa bis hellrosa Farbe annehmen.

## Etymologie und Geschichte

Flagge des namensgebenden Landes Sri Lanka

Analysiert und erstmals wissenschaftlich beschrieben wurde das Mineral 1952 durch G. F. Claringbull und M. H. Hey auf Anregung von William Frederick Foshag (1894–1956) ein Jahr zuvor. Dieser hatte bei einem Besuch der Mineralogischen Sammlung des Natural History Museum in London die Vermutung, dass ein brauner, geschliffener und als Olivin bezeichneter Stein falsch bestimmt worden sein könnte. Die gleiche Vermutung hatte im Juni 1950 allerdings auch schon George Switzer (1915–2008), der anhand eines Röntgenpulverdiagramms aus der Sammlung des „United States National Museums“ (heute Smithsonian Institution) in Washington bei einem ähnlichen Exemplar erkannte, dass es kein Olivin war.
Auch andere braune bis gelbe Olivine beziehungsweise Peridote schienen falsch gekennzeichnet zu sein. Bei der genauen Untersuchung von mehreren geschliffenen sowie einem Rohstein, die nachweislich in Sri Lanka (ehemals Ceylon) gefunden wurden, entpuppte sich das Material schließlich als bisher unbekanntes Mineral mit der Zusammensetzung MgAlBO4. Claringbull und Hey gaben dem Mineral den Namen Sinhalit in Anlehnung an dessen Typlokalität beziehungsweise dessen Eigenbezeichnung in der Landessprache Sinhala.
Das Typmaterial des Minerals wird im Natural History Museum (NHM) in London (England) unter den Katalog-Nummern 1952,36 und 1952,37 aufbewahrt. Dem Typmineral-Katalog der International Mineralogical Association (IMA) zufolge sind die Typmineral-Proben auch unter den Katalog-Nummern BM 1952,36; BM 67976; BM 1915,315/7 und BM 1934,889 zu finden.
Da der Sinhalit bereits lange vor der Gründung der IMA bekannt und als eigenständige Mineralart anerkannt war, wurde dies von ihrer Commission on New Minerals, Nomenclature and Classification (CNMNC) übernommen und bezeichnet den Sinhalit als sogenanntes „grandfathered“ (G) Mineral. Die ebenfalls von der IMA/CNMNC anerkannte Kurzbezeichnung (auch Mineral-Symbol) von Sinhalit lautet „Shl“.

## Klassifikation
In der veralteten 8. Auflage der Mineralsystematik nach Strunz gehörte der Sinhalit zur Mineralklasse der „Nitrate, Carbonate und Borate“ und dort zur Abteilung der „Borate“, wo er zusammen mit Béhierit die „Sinhalit-Béhierit-Gruppe“ mit der System-Nr. Vc/A.05 innerhalb der Unterabteilung der Inselborate (Nesoborate) bildete.
Im zuletzt 2018 überarbeiteten und aktualisierten Lapis-Mineralienverzeichnis nach Stefan Weiß, das sich aus Rücksicht auf private Sammler und institutionelle Sammlungen noch nach dieser alten Form der Systematik von Karl Hugo Strunz richtet, erhielt das Mineral die System- und Mineral-Nr. V/G.07-010. In der „Lapis-Systematik“ entspricht dies der Abteilung „Inselborate“, wo Sinhalit zusammen mit Béhierit, Pseudosinhalit und Schiavinatoit die unbenannte Gruppe V/G.07 bildet.
Die von der International Mineralogical Association (IMA) zuletzt 2009 aktualisierte 9. Auflage der Strunz’schen Mineralsystematik ordnet den Sinhalit in die neu definierte Klasse der „Borate“ und dort in die Abteilung der „Monoborate“ ein. Diese ist weiter unterteilt nach der möglichen Anwesenheit zusätzlicher Anionen und der Kristallstruktur, so dass das Mineral entsprechend seiner Zusammensetzung und seinem Aufbau in der Unterabteilung „B(O,OH)4, ohne und mit zusätzlichen Anionen; 1(T), 1(T) + OH usw.“ zu finden ist, wo es als einziges Mitglied die unbenannte Gruppe 6.AC.05 bildet.
Auch die vorwiegend im englischen Sprachraum gebräuchliche Systematik der Minerale nach Dana ordnet den Sinhalit in die Klasse der „Carbonate, Nitrate und Borate“ und dort in die Abteilung der „Wasserfreie Borate“ ein. Hier ist er als einziges Mitglied in der unbenannten Gruppe 24.01.01 innerhalb der Unterabteilung „Wasserfreie Borate mit (A)2+ XO4“ zu finden.

## Chemismus
In der (theoretisch) idealen, stoffreinen Zusammensetzung von Sinhalit (MgAlBO4) besteht das Mineral im Verhältnis aus je einem Atom Magnesium (Mg), Aluminium (Al) und Bor (B) sowie vier Atomen Sauerstoff (O) pro Formeleinheit. Dies entspricht einem Massenanteil (Gewichtsprozent) der Atome von 19,28 Gew.-% Mg, 21,40 Gew.-% Al, 8,57 Gew.-% B und 50,75 Gew.-% O oder in der Oxidform von 31,96 Gew.-% Magnesiumoxid (MgO), 40,43 Gew.-% Aluminiumoxid (Al2O3) und 27,61 Gew.-% Bortrioxid (B2O3).
Die Analysen des Typmaterials der natürlichen Mineralbildung ergaben dagegen eine leicht abweichende Zusammensetzungen von  29,24 bis 32,3 Gew.-% MgO, 41,0 bis 41,91 Gew.-% Al2O3 und 24,2 bis 27,70 Gew.-% B2O3 sowie Fremdbeimengungen von 2,0 Gew.-% Eisen(III)-oxid (Fe2O3) beziehungsweise 2,10 Gew.-% Eisen(II)-oxid (FeO).

## Kristallstruktur
Sinhalit kristallisiert in der orthorhombischen Raumgruppe Pmcn (Raumgruppen-Nr. 62, Stellung 5) mit den Gitterparametern a = 5,68 Å; b = 4,33 Å und c = 9,88 Å sowie 4 Formeleinheiten pro Elementarzelle.

## Bildung und Fundorte
Sinhalit bildet sich als akzessorischer Bestandteil in borreichen Skarnen im Kontaktbereich zwischen Kalkstein und Granit oder Gneis. Als Begleitminerale können unter anderem Ludwigit, Serendibit, Spinell und Warwickit auftreten.
Als seltene Mineralbildung konnte Sinhalit nur an wenigen Orten nachgewiesen werden, wobei weltweit bisher weniger als 20 Vorkommen dokumentiert sind (Stand 2023). In Sri Lanka wurde das Mineral unter anderem in der Umgebung von Elahera im Distrikt Polonnaruwa (Nord-Zentralprovinz), an mehreren Stellen im Distrikt Ratnapura (Sabaragamuwa) und in der Gemeinde Avissawella im Distrikt Colombo (Westprovinz) entdeckt.
Weitere bisher bekannte Fundorte sind unter anderem die Bor-Lagerstätte Zhuanmiao im Autonomen Kreis Kuandian in China, ein Warwickit-Vorkommen bei Herschel (Hastings Highlands) im Hastings County von Kanada, eine Phlogopit-Lagerstätte im Distrikt Amboasary (Anosy) in Madagaskar, mehrere Fundstätten im Mogoktal im Distrikt Pyin U Lwin (auch Pyin-Oo-Lwin oder Pyin Oo Lwin) in Myanmar, die Fe- und B-haltigen Skarne bei Tayezhnoe (auch Tayozhnoye) im Aldanhochland in der zur Russischen Föderation gehörenden Republik Sacha, das Gebiet um Kwakonge im Distrikt Handeni in Tansania sowie die „Edison-Bodnar“-Steinbrüche bei Rudeville im Sussex County von New Jersey und verschiedene Fundpunkte in den Counties Warren, St. Lawrence und Orange in New York in den Vereinigten Staaten von Amerika (New Jersey, New York).

## Verwendung
Sinhalit gehört zu den weniger bekannten Schmucksteinen, die sich allerdings bei entsprechender Qualität des Rohsteins gut in verschiedene Facettenformen schleifen lassen.
Aufgrund der verbreiteten bräunlich- bis grünlichgelben Farbe besteht unter anderem Verwechslungsgefahr mit Chrysoberyll, Peridot, entsprechend farbigen Turmalinen, Vesuvian und Zirkon.